# Parafia Wszystkich Świętych w Czyżowie Plebańskim
Parafia Wszystkich Świętych w Czyżowie Plebańskim – parafia rzymskokatolicka, znajdująca się w diecezji sandomierskiej, w dekanacie Zawichost.